# Dmitri Grigorjewitsch Bogrow

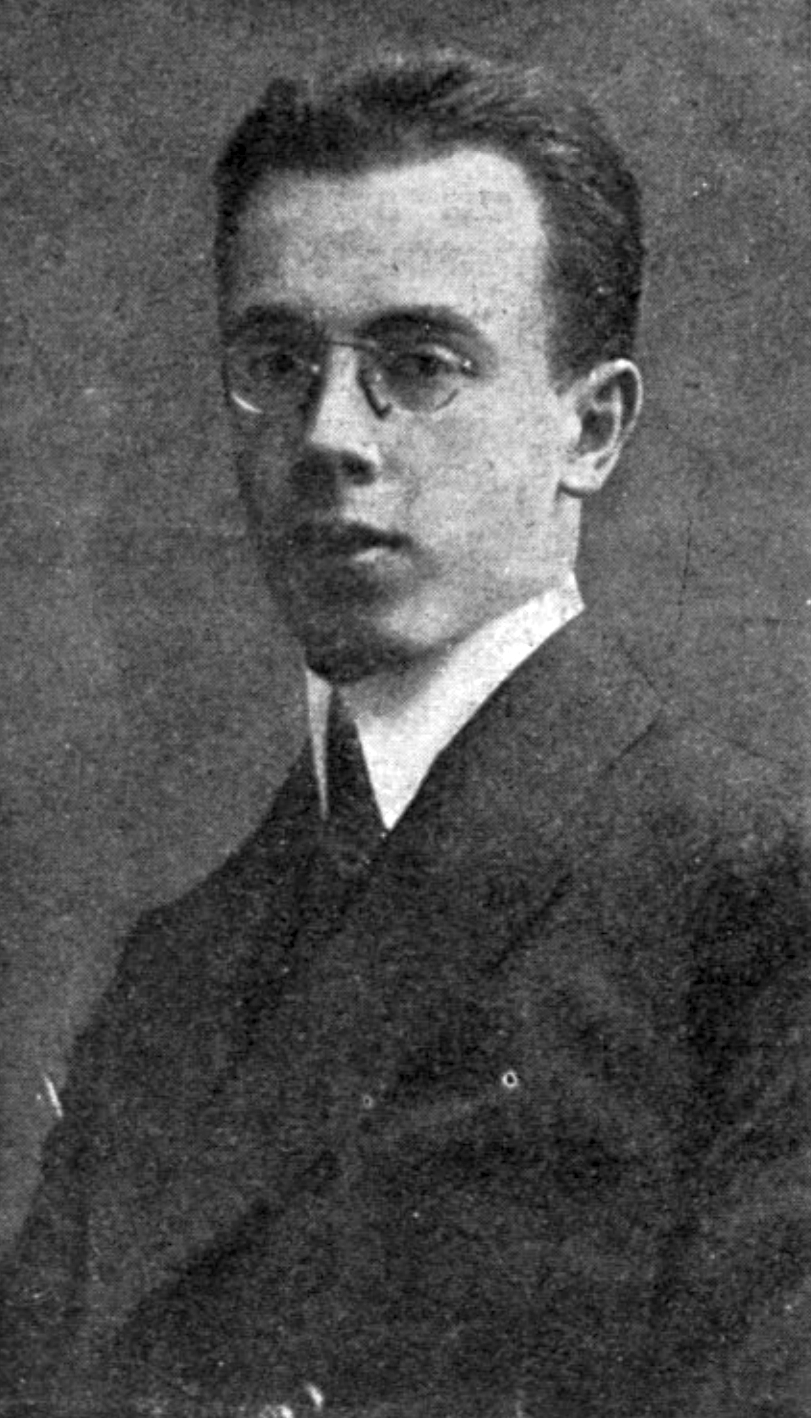
Dmitri Bogrow (1910)

Dmitri Grigorjewitsch Bogrow (russisch Дмитрий Григорьевич Богров, auch unter dem Namen Mordko Gerschkowitsch Bogrow bekannt; * 29. Januarjul. / 10. Februar 1887greg. in Kiew; † 12. Septemberjul. / 25. September 1911greg. in Kiew) war ein Student der Rechte, Informant der russischen Geheimpolizei Ochrana in Kiew und Mörder des zaristischen Premierministers und Reformers Pjotr Stolypin.
Bogrow stammte aus einer wohlhabenden Familie assimilierter Juden. Er studierte in Kiew Jura und nahm im Jahr 1906 erstmals Beziehungen zu einer anarchistischen Gruppe auf. Im Jahr 1907 wurde er Informant des Geheimdienstes der Ochrana.
Bogrow erwarb das volle Vertrauen des Chefs der Kiewer Geheimpolizei, des Oberstleutnants N. N. Kuljabko. Von ihm erhielt er auch eine Eintrittskarte zu einer Jubiläumsfeier in der Oper von Kiew am 1. Septemberjul. / 14. September 1911greg.. Bogrow konnte sich auf diese Weise einen Eintritt zu der bewachten Oper verschaffen, in der auch Zar Nikolaus II. anwesend war. Aus einer Browning schoss Bogrow auf Stolypin, dem die Kugel in die Brust drang, seine Leber verletzte und am Rückgrat eine tödliche Wunde verursachte.
Am 9. Septemberjul. / 22. September 1911greg. wurde Bogrow zum Tode durch den Strang verurteilt. Das Urteil wurde am 12. Septemberjul. / 25. September 1911greg. in der Kiewer Festung Lyssa Hora vollstreckt.
Die Witwe von Stolypin hatte sich vergeblich dafür eingesetzt, das junge Leben des Attentäters zu schonen. Die Nachforschungen der Hintergründe des Attentats erstreckten sich über ein Jahr. Durch Intervention Nikolaus II. wurden weitere Untersuchungen untersagt. Nicht nur die schnelle Vollstreckung des Urteils hat zahlreiche Spekulationen über die Hintergründe der Tat genährt.
Einige Historiker sind der Auffassung, dass die Kiewer Sektion der Ochrana damit im Zusammenhang stand. Beweise für diese These konnten aus den vorhandenen Unterlagen aber bisher nicht erbracht werden.